# Euphaedra agnes
Euphaedra agnes är en fjärilsart som beskrevs av Butler 1865. Euphaedra agnes ingår i släktet Euphaedra och familjen praktfjärilar. Inga underarter finns listade i Catalogue of Life.